# Marie de Bourgogne (1394-1463)
Pour les articles homonymes, voir Marie de Bourgogne (homonymie).

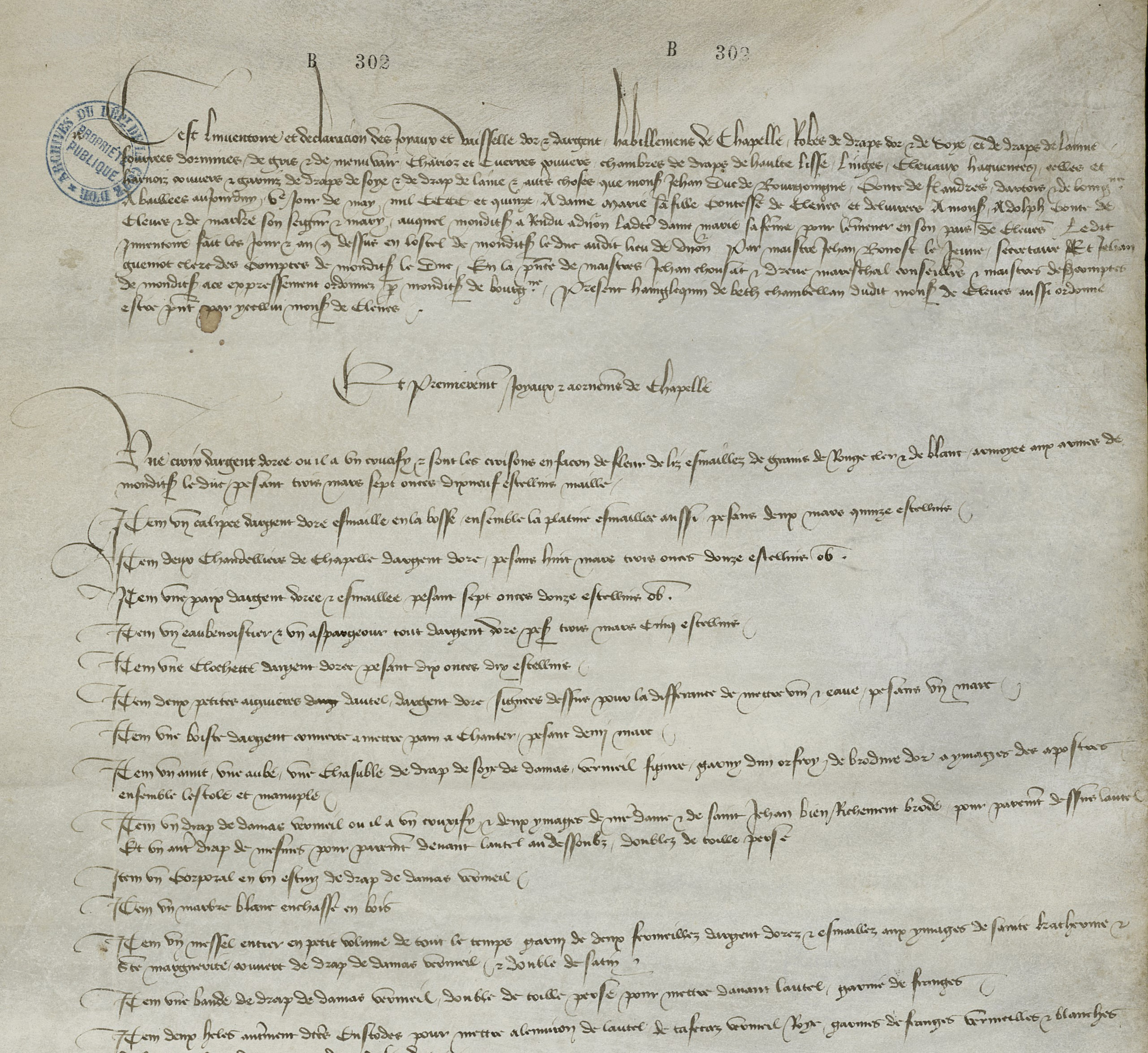
Dot de Marie de Bourgogne, établit le 15 Mai 1414 par jean Bonnot

Marie de Bourgogne, duchesse de Clèves (1394 – 30 octobre 1463) est le deuxième enfant de Jean sans Peur et de Marguerite de Bavière. Elle est une sœur ainée de Philippe le Bon. Née à Dijon, elle devient la deuxième femme d'Adolphe Ier de Clèves, comte de La Marck (Adolphe IV), en 1406, mais elle demeure à la cour de son père, à cause de différends concernant la dot, jusqu'en mai 1415. Cette dot fut établie et rédigée par le secrétaire du Duc, le vicomte Jean Bonnot le 15 mai 1415. Elle devient duchesse de Clèves à partir de 1417, date à laquelle le comté de Clèves est érigé en duché par l'empereur Sigismond. 
Marie de Bourgogne et Alphonse de Clèves sont les grands-parents du roi Louis XII et les arrière-grands-parents de Jean III de Clèves, père d'Anne de Clèves, la quatrième reine consort de Henri VIII d'Angleterre. Par leur fille Catherine, ils sont ancêtres de Marie Stuart (reine d'Écosse).
Le duc et la duchesse de Clèves résidaient au château de Wynendaele, dans la Province de Flandre-Occidentale. Elle meurt au Château de Monterberg, à Kalkar dans le duché de Clèves.

## Descendance
De cette union, sont issus:
- Marguerite (23 février 1416 – 20 mai 1444) qui épouse d'abord le duc Guillaume III de Bavière (1375-1435), puis en secondes noces en 1441 le comte Ulrich V de Wurtemberg (1413-1480).
- Catherine (25 mai 1417 – 10 février 1479), mariée en 1430 avec Arnold d'Egmont, duc de Gueldre (1410-1473) ; mère de Marie d'Egmont, reine consort d'Écosse.
- Jean Ier (16 février 1419 - 5 septembre 1481), marié en 1455 avec Élisabeth de Bourgogne, comtesse de Nevers (1439-1483).
- Élisabeth (1er octobre 1420 - mars 1488), mariée avec Henri XXVI de Schwarzburg-Blankenburg.
- Agnès (24 février 1422 - 6 avril 1448), mariée en 1440 avec Charles (1421-1461), prince de Viane, héritier du trône de Navarre .
- Hélène (18 août 1423 - 3 juillet 1471), mariée avec Henri de Brunswick-Lunebourg (1411-1473).
- Adolphe (28 juin 1425 - 18 septembre 1492), seigneur de Ravenstein et chevalier de la Toison d'Or (en 1456).
- Marie de Clèves (19 septembre 1426 - 23 août 1487), mariée en 1440 avec le duc Charles d'Orléans (1391-1464). Ils sont les parents du roi Louis XII de France.

## Rayonnement

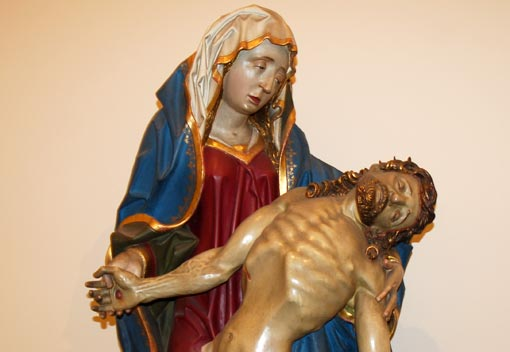
Pietà attribuée à Arnt van Tricht.

À la mort d'Adolphe de Clèves en 1448, c'est son fils Jean Ier de Clèves qui lui succède. Marie se retire au château de Monterberg, près de Kalkar. Au retour d'un voyage au Proche Orient en 1449, où il a visité le monastère bénédictin de Bologne, Jean décide avec sa mère de fonder un tel monastère à Kalkar. La création est engagée en 1453 et effective en 1457. Le monastère est occupé par une dizaine de moines. Les bâtiments abritaient de nombreuses œuvres d'art et une grande bibliothèque. Après la sécularisation en 1802, l'église et la plupart des  bâtiments  sont démolis, les œuvres d'art réparties dans les églises environnantes, notamment dans l’église Saint-Nicolas de Kalkar.  Du monastère ne subsiste qu'une partie d'un mur.
La ville est à l'époque assez riche, portée par le développement de l'industrie du tissage de laine. Les bourgeois aisés et la présence de l'aristocratie en la personne de Marie attirent des artistes, sollicités pour la création artistique. L'église de Kalkar, achevée en 1450, et le monastère, sont l'objet de nombreuses décorations. La ville devient, jusqu'au  début du XVIe siècle, le centre d'une école de sculpture, l'école de Kalkar, comprenant notamment Heinrich Douvermann. Beaucoup d'œuvres d'art subsistent de cette période. Aussi des savants comme Konrad Heresbach (de), conseiller des ducs de Clèves, humaniste, juriste, éducateur et agriculteur, séjournait alors de temps en temps à Kalkar. Cette époque florissante s'achève au milieu de XVIe siècle, où, après la chute des activités de tissage,  des épidémies de peste déciment la population.